# Центральноамериканский кубок КОНКАКАФ
Центральноамериканский кубок КОНКАКАФ (исп. Copa Centroamericana de Concacaf, англ. CONCACAF Central American Cup) — ежегодный футбольный турнир, проводимый КОНКАКАФ среди клубов стран Центральной Америки.

## История
21 сентября 2021 года КОНКАКАФ объявила о планах по расширению турнира Лиги чемпионов КОНКАКАФ с 16 до 27 команд, начиная с 2024 года. В рамках реструктуризации с 2023 года будут проводиться региональные квалификационные турниры для команд из Северной Америки, Центральной Америки и Карибского бассейна. Центральноамериканский кубок КОНКАКАФ заменит Лигу КОНКАКАФ в качестве единственного способа квалификации в Лигу чемпионов КОНКАКАФ для команд из Центральной Америки.

## Формат
Турнир будет состоять из группового этапа и стадии плей-офф. На первом этапе 20 команд будут распределены на четыре группы по пять команд. Команды сыграют по одному матчу с каждой командой в своей группе, и две лучшие команды в каждой группе выйдут в плей-офф. Стадия плей-офф будет состоять из четырёх раундов, а также квалификационного раунда для проигравших в четвертьфинале.
Два победителя квалификационного раунда и четыре победителя четвертьфиналов попадают в Кубок чемпионов КОНКАКАФ. Победитель Центральноамериканского кубка пропустит первый раунд и напрямую выйдет в ⅛ финала Кубка чемпионов, в то время как остальные команды, прошедшие квалификацию, начнут с первого раунда.

## Отбор
В общей сложности 20 команд, представляющих все семь членов Центральноамериканского футбольного союза, будут квалифицированы по результатам сезонов своих внутренних лиг. Квалификационные критерии для 18 мест выглядят следующим образом:
- 3 клуба из Коста-Рики
- 3 клуба из Сальвадора
- 3 клуба из Гватемалы
- 3 клуба из Гондураса
- 3 клуба из Панамы
- 2 клуба из Никарагуа
- 1 клуб из Белиза

Для участия в турнире 2023 года Коста-Рика и Гондурас получили дополнительный слот за счёт клубов, вышедших в финал Лиги КОНКАКАФ 2022. Для участия в турнире 2024 года Коста-Рика и Никарагуа получили дополнительный слот за счёт клубов, вышедших в финал Центральноамериканского кубка КОНКАКАФ 2023.